# 爽鸠氏
爽鸠氏是少昊時期「司鳥」的「五鳩」之一，居於青州，屬於东夷的一部，是今日中华人民共和国山东省淄博市临淄区及鄰近的营丘已知的最早定居者。
根據春秋末年成书的《左传》記載郯子的話：「爽鸠氏，司寇也。」。又，昭公二十年记载有齐国大夫晏婴对于齐地古史的一段话：“昔爽鸠氏始居此地，季荝因之。有逄伯陵因之，蒲姑氏因之，而后太公因之”。按东汉时班固所编撰的《汉书·地理志下》補充：爽鸠氏与少昊是同一时期的人物。

## 現代研究
中華民國學者顧頡剛認為，爽鳩氏是鳥夷的一支，居住在商人的東邊，是以鳥為圖騰的民族。